# Yucca angustissima subsp. avia
Yucca angustissima subsp. avia (englischer Trivialname „Avia Yucca“) ist eine Unterart der Pflanzenart Yucca angustissima in der Familie der Spargelgewächse (Asparagaceae).

## Beschreibung
Yucca angustissima subsp. avia wächst solitär oder bildet kleine Gruppen. Die variablen, gelbgrünen Laubblätter sind 40 bis 60 cm lang und 0,5 bis 1,5 cm breit. Sie bildet Fasern an den Blatträndern.
Der in den Blättern beginnende Blütenstand wird 0,5 bis 1,8 Meter hoch. Die hängenden, glockenförmigen, kugeligen, weißen bis cremefarbenen Blüten weisen eine Länge und einen Durchmesser von 3,5 bis 4,5 cm auf. Sie ist der nördlichste Vertreter der Angustissima-Gruppe der Serie Glaucae. Die Unterart Yucca angustissima subsp. avia ist nur in hohen Regionen ab 2400 m angesiedelt. Sie bevorzugt steinigen, lehmigen Boden und wächst nicht auf sandigem Terrain wie die anderen Vertreter. Nahe dem Verbreitungsgebiet sind Übergangsformen angesiedelt, die der Art Yucca harrimaniae nahestehen. Die Blütezeit ist im Juni.
Yucca angustissima subsp. avia ist in Mitteleuropa bis minus 20 °C frosthart. Sie ist selten in Sammlungen zu finden. 10 Jahre alte Exemplare befinden sich in der Sammlung von F. Hochstätter ungeschützt im Freiland.

## Verbreitung
Yucca angustissima subsp. avia ist im US-Bundesstaat Utah in der Great Basin Wüste in begrenztem Areal in Höhenlagen zwischen 2400 und 2700 Metern endemisch verbreitet. Sie wächst vergesellschaftet mit Pediocactus simpsonii, Echinocereus triglochidiatus und verschiedenen Opuntia-Arten.

## Systematik
Die Beschreibung durch Fritz Hochstätter unter dem Namen Yucca angustissima subsp. avia ist 1998 veröffentlicht worden.
Ein Synonym ist Yucca angustissima var. avia Reveal 1977.

## Bilder
Yucca angustissima subsp. avia:

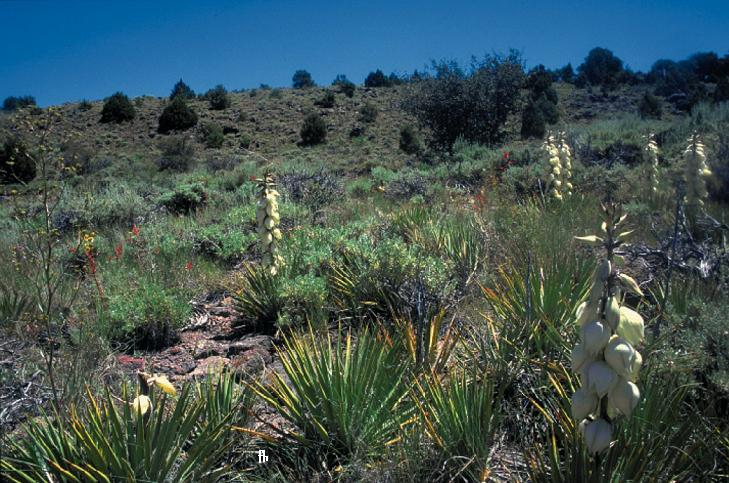
In Blüte im Juni in höheren Regionen in Utah
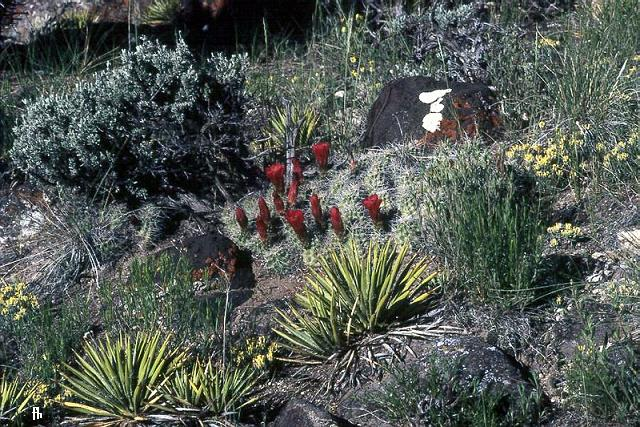
Kolonie mit Echinocereus triglochiditus in Blüte in Utah
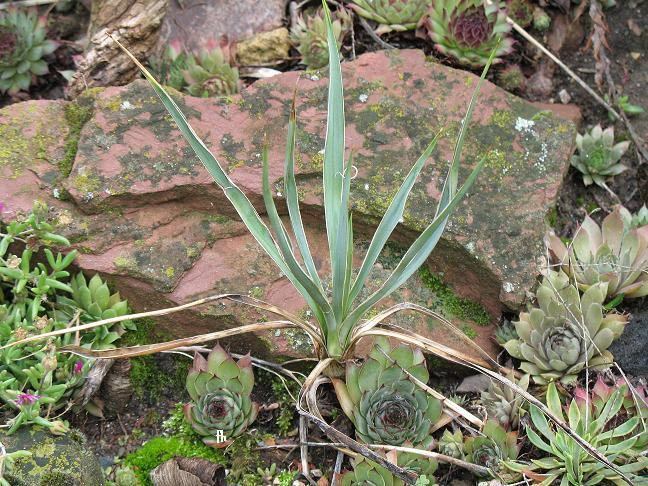
Zehn Jahre altes Exemplar in der Sammlung von F. Hochstätter